# Marand
Marand (perski : مرند) – miasto w Iranie, w ostanie Azerbejdżan Wschodni. Liczba mieszkańców w 2006 roku wynosiła ok. 114 tys.